# Richard S. Prather
Richard S. Prather, all'anagrafe Richard Scott Prather, noto anche con lo pseudonimo di David Knight e Douglas Ring (Santa Ana, 9 settembre 1921 – Sedona, 14 febbraio 2007), è stato uno scrittore statunitense, noto soprattutto per la serie di romanzi polizieschi con protagonista l'investigatore privato ed eterno trentenne Shell Scott.

## Biografia
Nato a Santa Ana, frequentò per un anno il Riverside Junior College (ora Riverside Community College). Servì nella marina mercantile statunitense durante la seconda guerra mondiale, dal 1942 fino alla fine del conflitto nel 1945. Quell'anno sposò Tina Hager (morta nell'aprile 2004 dopo 54 anni di matrimonio) e iniziò a lavorare come funzionario civile presso la base aerea March Joint Air Reserve Base, a Riverside. Lasciò l'impiego per diventare scrittore a tempo pieno nel 1949. Il primo thriller col personaggio Shell Scott, intitolato "Case of the Vanishing Beauty" venne pubblicato nel 1950. Divenne l'inizio di una lunga e famosa serie di episodi, con quasi 40 titoli a suo credito.
Prather ebbe poi una vertenza col suo editore Pocket Books, che querelò nel 1975. Abbandonò la scrittura per diversi anni, dedicandosi alla coltivazione degli avocado. Nel 1986 riprese a scrivere e pubblicò The Amber Effect. L'ultimo giallo di Prather fu Shellshock, pubblicato nel 1987 dalla Tor Books.
Prima di morire, ha donato i suoi manoscritti alla Richard S. Prather Manuscript Collection della University of Wyoming, a Laramie.

## Opere

### Romanzi di Shell Scott
Pubblicati in italiano dalla Longanesi, nella Collana Gialli Proibiti 
- Case of the Vanishing Beauty — 1950
- Bodies in Bedlam — 1951
- Everybody Had a Gun — 1951
- Way of a Wanton — 1952
- Pattern for Panic — 1954
  - (IT)  Giuoco pericoloso pub. Garzanti: Gialli d'epoca — 1955
- Ride a High Horse o Too Many Crooks —1956
  - (IT)  Le labbra fredde — 1956
- Strip for Murder — 1956
- Un uomo,tre donne (The Wailing Frail, 1956) — 1967
- The Deadly Darling — 1957
- Trova quella donna (Find This Woman, 1951) — 1957
- Have Gat - Will Travel (racconti) — 1957
- Three's a Shroud (romanzi brevi) — 1957
- Nuda sulla strada (Darling, It's Death, 1952) — 1957
- Lasciale quando son morte (Always Leave 'em Dying, 1954) — 1957
- The Scrambled Yeggs (pubblicato nel 1952 col titolo di Pattern for Murder come "David Knight") — 1958
  - (IT)  Ancora calda — 1958
- La spada di carne (Dagger of Flesh, 1952) — 1958
- Over Her Dear Body — 1959
- Ora basta (Slab Happy, 1958) — 1959
  - (IT)  Pupe, ditelo a Scott! — 1959
  - (IT)  La ferita sanguina — 1959
  - (IT)  Domani a te — 1959
  - (IT)  Lei ti ucciderà — 1959
- Dance with the Dead — 1960
  - (IT)  A denti stretti — 1960
  - (IT)  Questione di prezzo — 1960
- L'inferno doppio (Double in Trouble, 1959) (con Stephen Marlowe) — 1961
- Shell Scott's Seven Slaughters (racconti) — 1961
- La tomba pazza (Dig That Crazy Grave, 1961) — 1962
- Un po' troppo (Kill the Clown, 1962) — 1962
- The Trojan Hearse — 1964
- Due pezzi (Dead Heat, 1963) — 1964
- Ti ho preso (Joker in the Deck, 1964) — 1965
- E poi verrai (The Cockeyed Corpse, 1964) — 1965
- Dead Man's Walk — 1965
- Un detective chiamato Shell (Kill Him Twice, 1965) — 1966
- Non passa più (The Meandering Corpse, 1965) — 1967
- Gat Heat — 1967
- Gasp (The Kubla Khan Caper, 1966) — 1968
- The Cheim Manuscript — 1969
- Kill Me Tomorrow — 1969
- The Shell Scott Sampler (racconti) — 1969
- (IT)  Strappa e colpisci — 1969
- Dead-Bang — 1971
- The Sweet Ride — 1972
  - (IT)  Lo strano sindaco — 1973
- The Sure Thing — 1975
- The Amber Effect — 1986
- Shellshock — 1987
- Il gemello scomparso (Take a Murder, Darling, 1958) — 1988
  - (IT)  Danza con la morte — 1988

### Altri romanzi
- Lie Down, Killer — 1952
- The Peddler — 1963 (poi pubblicato nel 1952 con lo pseudonimo "Douglas Ring")

Come David Knight
- Pattern for Murder — 1952 (poi pubblicato nel 1958 col titolo The Scrambled Yeggs col nome di Prather)
- Dragnet: Case No. 561 — 1956

Come Douglas Ring
- The Peddler — 1952 (poi pubblicato nel 1963 col nome di Prather)

### Come curatore
- The Comfortable Coffin, storie di Ellery Queen, Evan Hunter, Stanley Ellin, Erle Stanley Gardner e altri.

## Premi e onorificenze
- Private Eye Writers of America Lifetime Achievement Award (1986)
- Eletto due volte nel consiglio di amministrazione di Mystery Writers of America.